# 1st
1st es el primer sencillo/EP de la banda finlandesa de rock alternativo The Rasmus. Fue lanzado en 1995 por Warner Music Finlandia. 1st solo es el nombre del sencillo, ya que no hay ninguna canción de la banda con ese título.
El EP cuenta con las canciones "Frog", "Funky Jam", "Myself" y "Rakkauslaulu". En 1996 las tres primeras canciones se lanzaron en el álbum debut de la banda, Peep, a excepción de "Rakkauslaulu", que está disponible en un álbum recopilatorio de 2001 Hell of a Collection.
El EP de 1st no llegó a ninguna lista de grandes éxitos, pero "Funky Jam" fue la primera canción que sonó en la radio. También es la canción que la banda utilizó para su primer video musical.

## Lista de canciones
1. "Frog" - 2:32
2. "Funky Jam" - 2:11
3. "Myself" - 3:53
4. "Rakkauslaulu" - 3:35

## Banda
- Lauri Ylönen – Vocalista
- Pauli Rantasalmi – Guitarrista
- Eero Heinonen – Bajo
- Janne Heiskanen – Batería